# Nordstern (Schiff, 1922)
Die Nordstern, ex British Advocate, war ein zuvor britischer Tanker, der im Zweiten Weltkrieg von der deutschen Kriegsmarine 1941 erbeutet und bis 1943 als Versorgungsschiff (sogenannter Stützpunkttanker) genutzt wurde.

## Bau und technische Daten
Das Schiff lief am 9. Juni 1921 mit der Baunummer 682 und dem Namen British Advocate auf der Werft von James Laing & Sons in Sunderland vom Stapel und wurde im Mai 1922 an seine Eigner, die British Tanker Co., ausgeliefert, die Tankschiffreederei der Anglo-Persian Oil Company (APOC, heute BP). Es war 139,1 m lang über alles (134,2 m zwischen den Loten) und 17,4 m breit und hatte 8,50 m Tiefgang. Es war mit 6994 BRT vermessen, davon 6,549 BRT unter Deck, und hatte eine Tragfähigkeit von 10.925 tdw (Britische Tonne). Zwei Dampfturbinen von der Firma George Clark Ltd. in Sunderland mit 642 NHP gaben über eine Schraube eine Geschwindigkeit von 10 Knoten. Das Schiff war mit Funk ausgestattet.

## APOC Tanker
Die British Advocate transportierte von 1922 bis zum Beginn des Zweiten Weltkriegs Erdölprodukte im Auftrag der APOC von Abadan am Persischen Golf nach Europa, Südafrika, Indien und Australien. Nach Kriegsausbruch fuhr das Schiff aus Sicherheitsgründen bis Oktober 1940 insgesamt zehnmal in alliierten Konvois nach Freetown (Sierra Leone), Gibraltar und Westfrankreich, war jedoch auch häufig allein im Indischen Ozean, im Mittelmeer und im Schwarzen Meer unterwegs.

## Kaperung
Am 6. Februar 1941 lief die British Advocate mit Ziel Kapstadt und Großbritannien aus Abadan aus, beladen mit etwa 9,000 Tonnen Motorenbenzin und Dieselöl. Auf ihrem Weg nach Süden wurde sie am 19. Februar westlich der Seychellen von dem dort Handelskrieg führenden deutschen Schweren Kreuzer Admiral Scheer aufgebracht und als Prise in Besitz genommen. Die 44-köpfige Besatzung kam in Gefangenschaft. Nach Reparatur von durch die Besatzung verursachten Sabotageschäden wurde das Schiff mit einer deutschen Prisenbesatzung am 27. Februar zur Fahrt in das besetzte Frankreich entlassen. Am 29. April erreichte es Bordeaux.

## Kriegsmarine
Dort wurde das Schiff am 12. Mai von der Kriegsmarinedienststelle (KMD) Bordeaux erfasst, in Nordstern umbenannt, dem Nachschubressort der Kriegsmarinewerft Wilhelmshaven unterstellt und als sogenannter Stützpunkttanker in Dienst gestellt. Die Nordstern diente dann zur Versorgung der Marinestützpunkte in Westfrankreich mit Maschinenbetriebsstoffen. Ab Juli 1941 unterstand die Nordstern der neu gebildeten Gruppe West des Trossschiffverbands der Kriegsmarine.
Bei den schweren Luftangriffen der 8th Air Force auf Nantes und La Pallice im September 1943 wurde die Nordstern am 25. September in Nantes durch Fliegerbomben getroffen und in flachem Wasser versenkt. Sie wurde gehoben und, da eine Reparatur des schwer beschädigten Schiffs nicht lohnte, als Auflieger an der Pier von Donges in der Loire mit einer 15-köpfigen Zivilbesatzung als Wartungs- und Wachmannschaft stillgelegt. Dort wurde es am 24. Juli 1944 bei der verheerenden Bombenangriff der Royal Air Force auf Donges auf Position 47° 18′ 22″ N, 2° 35′ 26″ W erneut versenkt.
Nach Kriegsende wurde das Wrack am 17. August 1947 gehoben, zunächst in flachem Wasser am Rand der Sandbank Les Moutons vor Saint-Michel-Chef-Chef südlich der Loire-Mündung auf Grund gesetzt und schließlich abgewrackt.